# Bagha (underdistrikt)
Bagha är ett underdistrikt i Bangladesh. Det ligger i den centrala delen av landet, 170 kilometer väster om huvudstaden Dhaka.
Trakten runt Bagha består till största delen av jordbruksmark. Runt Bagha är det mycket tätbefolkat, med 1 266 invånare per kvadratkilometer.